# Monument Nacional de la Cova de Russell
El Monument Nacional de la Cova de Russell (Russell Cave National Monument) se situa al nord-est d'Alabama (Estats Units) prop de la ciutat de Bridgeport. Un registre arqueològic gairebé continu d'habitació humana des d'almenys el 7000 aC fins al voltant del 1650 dC es revela en aquesta cova. La cova té una longitud explorada d'11,6 quilòmetres. La zona va ser declarada monument nacional el 1961 sota la Llei d'Antiguitats pel president John F. Kennedy quan la National Geographic Society va donar-ne la propietat al Servei de Parcs Nacionals.